# Andor Losonczy

Unterschrift Andor Losonczys

Andor Losonczy [ˈɒndor ˈloʃontsi] (* 2. Juni 1932 in Budapest; † 8. Jänner 2018 in Salzburg) war ein österreichischer Komponist und Pianist ungarischer Herkunft. Am Salzburger Mozarteum bekleidete er von 1986 bis 1998 eine Professur für Klavier mit Schwerpunkt Neue Musik. Losonczy brachte ca. 100 Werke zur Uraufführung, darunter Kurtágs Acht Klavierstücke op. 3 und das Schlussstück von Takács’ Klänge und Farben op. 95. Zudem spielte er das gesamte Klavierwerk von Arnold Schönberg im Rundfunk ein. Als Tonschöpfer tat er sich insbesondere mit kammermusikalischen Werken hervor. Für sein Schaffen wurde Losonczy mehrfach ausgezeichnet, zuletzt erhielt er den Großen Kunstpreis des Landes Salzburg.

## Leben

### Ungarische Herkunft und Musikstudium
Andor Losonoczy wurde 1932, zu einer Zeit, wo Ungarn noch offiziell Königreich war, als Sohn des Komponisten und Dirigenten Dezső Losonczy (1891–1950) und dessen erster Ehefrau Ilona Mária Mihályfy in Budapest geboren und wuchs im VI. Bezirk auf. Nach dem Zweiten Weltkrieg heiratete sein Vater die Schauspielerin Líviát Marsovszky (geb. 1919).
Am Konservatorium Pécs im Süden Ungarns erhielt Andor Losonoczy ab 1948 Unterricht in Klavier bei Jenő Takács, der wenig später nach Westeuropa emigrierte, und in Komposition bei Rezső Sugár. 1950 nahm er ein Klavierstudium bei Renée Sándor am Konservatorium Budapest auf. Ab 1952 setzte er sein Studium an der renommierten, von Franz Liszt gegründeten, Budapester Musikakademie bei Pál Kadosa fort. Daneben studierte er Komposition bei Endre Szervánszky. Während in seiner Jugend der sozialistische Realismus tonangebend war, wurde er in den 1950er Jahren durch die moderne Musik Béla Bartóks und Zoltán Kodálys beeinflusst.
Sein Klavierlehrer Takács ordnete ihn 1977 kompositorisch „dem experimentierenden Typ“ zu, der sich für „Verfremdungseffekte, Elektronik und zuletzt auch Computermusik“ interessierte. Er besäße „Talent, um sich in jedem beliebigen Idiom ausdrücken zu können“. Vor allem schätzte er seine Ehrlichkeit.

### Solistenkarriere als Pianist

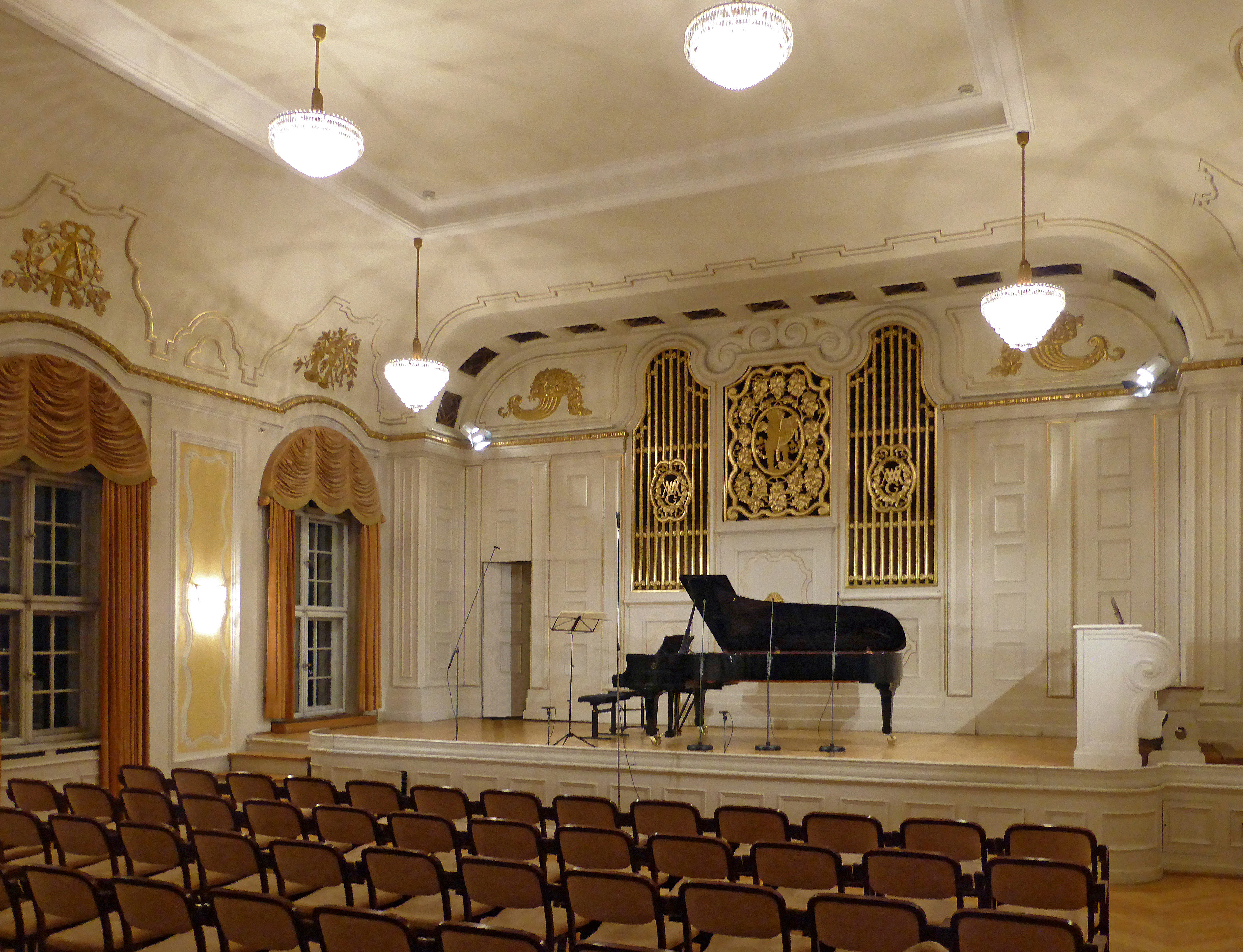
Spielstätte Losonczys, Wiener Saal der Stiftung Mozarteum in Salzburg

Im Anschluss an den Diplom-Abschluss 1955 war Losonczy zunächst als Klavier-Solist bei der staatlichen Konzertagentur Filharmónia in Budapest unter Vertrag. Nachdem er im Ostblock mit Musikpreisen ausgezeichnet worden war, nahm er 1958 mit einer Abordnung von ungarischen Musikern am Internationalen Musikwettbewerb der ARD in München teil. 1960 erhielt er gemeinsam mit Bruno Canino den geteilten zweiten Preis für Klavier beim Kranichsteiner Musikpreis in Darmstadt. Damit war er nach Gábor Gabos (1958) der zweite Ungar, der mit dem prestigeträchtigen Klavierpreis bedacht wurde.
Losonczy brachte im Laufe seiner Solistenkarriere zahlreiche Werke (ca. 100) von zeitgenössischen Komponisten wie Klaus Ager, Sylvano Bussotti, Henryk Mikołaj Górecki, Heinz Holliger, Josef Maria Horváth, György Kurtág, György Ligeti, Bogusław Schaeffer, Karlheinz Stockhausen und Jenő Takács zu Ur-/Erstaufführungen. Wolfgang Steinecke holte ihn nach Darmstadt, wo er bei den Ferienkursen 1960 die Uraufführung der Acht Klavierstücke op. 3 seines Jugendfreundes György Kurtág verantworten konnte. Im Jahr 1974 führte er das 15. Stück, Valse-Impromptu (Hommage à Franz Liszt), des Klavierzyklus Klänge und Farben op. 95 von Jenő Takács, mit dem er und seine Frau ebenso befreundet waren, erstmals auf.
Ab den 1980er Jahren konzertierte er regelmäßig im Kammermusiksaal (Wiener Saal) der Stiftung Mozarteum in Salzburg. Etwa seine Interpretation der Klaviersonate h-Moll von Franz Liszt blieb dem Feuilleton in  Erinnerung. Losonczy spielte bei mehreren Musikfestivals; es liegen Aufnahmen als Pianist und Komponist mit europäischen Rundfunkanstalten (u. a. NDR, hr, BR, ORF, RAI, Schweizer und ungarischer Rundfunk) vor. Anlässlich der Salzburger Festspiele 1962 übernahm er im Alten Festspielhaus bei der Aufführung des Brüsseler Béjart „Ballet du XXème Siècle du Théâtre Royal de la Monnaie“ unter der Leitung von Pierre Boulez einen Klavierpart. Für den ORF, der zu einem wichtigen Forum Neuer Musik wurde, spielte er das gesamte Klavierwerk von Arnold Schönberg ein.
Der Musikjournalist Peter Cossé sah in ihm einen „rührigen, ja wilden Klavierspieler“.

### Hochschullehrer am Mozarteum
Losonczy gehörte einer Komponistengeneration Ungarns an, zu der die international erfolgreichen und im Exil lebenden Avantgarde-Komponisten György Kurtág und György Ligeti zählten. Im Zuge der Auswirkungen des durch die Rote Armee niedergeschlagenen Ungarischen Volksaufstandes 1956 emigrierten er und seine spätere Frau Klára Kupor (ebenfalls eine Schülerin Takács’) während eines Musikwettbewerbs 1960 nach Österreich. Dort begann er seine Karriere als Hochschullehrer. Nachdem Losonczy anfangs lediglich Vertragsbediensteter war, wirkte er von 1986 bis zur Emeritierung 1998 als ordentlicher Hochschulprofessor für Klavier unter besonderer Berücksichtigung für zeitgenössische Musik an der Hochschule für Musik und darstellende Kunst „Mozarteum“ in Salzburg. Losonczy gab Kurse in Live-Elektronik und Experimenteller Musik. Darüber hinaus dozierte er über die Musik der Romantik. Außerdem übersetzte er Werke vom Ungarischen ins Deutsche. Zu seinen Schülern gehörten u. a. Michael Neunteufel, Werner Raditschnig und Biliana Tzinlikova sowie als Privatschüler Wolfgang Nießner.
Mit Unterbrechung war er von 1959 bis 1966 insgesamt fünfmal Teilnehmer der Neue-Musik-Institution Darmstädter Ferienkurse. Dort wurde er u. a. vom maßgeblichen Pianisten des Schönberg-Kreises, Eduard Steuermann, sowie wiederholt vom Landsmann György Ligeti unterrichtet. Bei den 61er Ferienkursen nahm er am Seminar für „Elektronische Musik — Komposition und Realisation“ teil, das von Karlheinz Stockhausen, der in der Nachkriegszeit den kompositorischen Diskurs in Darmstadt mitgeprägt hatte, verantwortet wurde. Im Seminar wurden der elektronische Produktionsteil des Stockhausen-Stückes Kontakte und die Realisation der Aufführung besprochen. Die Heranführung an die zentralen Komponisten der Zweiten Wiener Schule, namentlich Arnold Schönberg, Anton Webern und Alban Berg, prägten seine musikalische Entwicklung.
Eine produktive Tätigkeit im Bereich der elektroakustischen Musik ermöglichte ihm während seiner Assistenzzeit am Salzburger Studio für Elektronische Musik der Leiter Irmfried Radauer. Zum Schuljahr 1962/63 wurde er Mitglied der durch Eberhard Preußner begründeten elektroakustischen Abteilung des Mozarteums. 1972 übernahm Losonczy den Arbeitsbereich „Elektronische Komposition“ am Institut für Musikalische Grundlagenforschung (zeitweise Richter-Herf-Institut). Gemeinsam mit Josef Maria Horváth, Irmfried Radauer und Gerhard Wimberger war er 1976 Mitbegründer der „Cooperative für Computermusik“. Einschlägige Forschungsaufenthalte, zum Teil gefördert durch das österreichische Bundesministerium für Unterricht und Kunst, führten ihn wiederholt an das Liberal Arts College der Colgate University in Hamilton, New York (1978 und 1986) sowie das Elektronmusikstudion in Stockholm im der Neuen Musik aufgeschlossenen Schweden (1978) und das bedeutende Institut de recherche et coordination acoustique/musique (IRCAM) in Paris (1980).
Losonczy, der noch 1961 staatenlos war, nahm während seiner Zeit in Österreich die österreichische Staatsbürgerschaft an.

### Kompositorisches Schaffen
Losonczys Werke vor 1960 aus Ungarn und seine elektronischen und Computermusiken sind bis auf wenige Ausnahmen verschollen. Insofern war für sein nachhaltiges kompositorisches Wirken förderlich, dass die neue Heimat Salzburg mit ihren vielfältigen Musikeinrichtungen zu einem Zentrum Neuer Musik avancierte. Dort gehörte der Emigrant, wie auch Josef Maria Horváth und Barna Kováts, einem jüngeren und eher avantgardistisch orientierten Komponistenmilieu an. Beispielsweise verursachte die Salzburger Uraufführung 1970 seines später ausgezeichneten Werkes Black Box einen Konzertskandal, bei dem das Publikum seinen Ärger mit heftigen Worten Ausdruck gab; das Stück musste in der Folge abgebrochen werden. Neben vier anderen Künstlern wurde der Komponist 1997 in Peseckas’ Kurzdokumentarfilm über experimentelle Musik, Woher kommt der Klang?, vorgestellt, der 2003 Einzug in den Warschauer Herbst finden sollte. Der Musikjournalist Lothar Knessl beschrieb Losonczy an anderer Stelle als „persönlich introvertierten, in seinem konstruktiv orientierten Schaffen jedoch expressiv wirkenden“ Charakter. Kurtág befand: „Seine [Losonczys] Musik ist wirklich unvergleichlich, sehr ernsthaft und gleichzeitig so humorvoll wie skurril“.
Aufführungen seiner Kompositionen fanden u. a. bei den Darmstädter Ferienkursen (1966), beim Steirischen Herbst (1974, 1977, 1983), beim Warschauer Herbst (1975), bei der Internationalen Gaudeamus Musikwoche (1981), beim Prager Frühling (1996), beim Festival L’art pour l’Aar (2008) und bei musica aperta (2008, 2013) sowie wiederholt bei Aspekte Salzburg statt. Interpreten waren u. a. das Aspekte New Music Ensemble, das Österreichische Ensemble für Neue Musik (œnm) und das Ensemble Sortisatio. Das œnm widmete dem Komponisten 2006 im Künstlerhaus Salzburg mehrere Portraitkonzerte. Auch erarbeitet das Ensemble sein Werkverzeichnis und lässt sein Notenarchiv erfassen.
Er war Mitglied der Staatlich genehmigten Gesellschaft der Autoren, Komponisten und Musikverleger, des Österreichischen Komponistenbundes und der IG Komponisten – IGNM Salzburg sowie Ehrenmitglied von Aspekte Salzburg. Gemeinsam mit Klaus Ager, dem ehemaligen Rektor des Mozarteums, und anderen Komponisten verlegte Losonczy seine Werke im Eigenverlag Edition 7; bei der sich auf Neue Musik fokussierten Universal Edition in Wien befindet sich mit Phonophobie für Kammerensemble eine Leihgabe im Katalog. Im Notenarchiv der IGNM-Sektion Österreich, das seit 2010 zur Musiksammlung der Wienbibliothek im Rathaus gehört, werden einzelne Werke Losonczys überliefert. Knessl erschien er als „enfant terrible der stillen Szene“. D.h. sein Werk ist in der Öffentlichkeit weniger präsent, als es aufgrund seiner Bedeutung sein sollte.
Losonczy starb nach schwerer Krankheit 2018 in seiner Wahlheimat Salzburg. Er wurde auf dem Friedhof Maxglan beigesetzt.

## Tonsprache
Ohne, dass er sich auf musikalische Paradigmen gestützt hätte, komponierte Losonczy ab den 1950er Jahren atonal. Diese posttonale Tendenz wurde bereits in seinem Frühwerk Zwei Bilder für Orchester (1950) augenscheinlich. Er adaptierte Zwölfton- (Dodekaphonie) bzw. serielle Kompositionstechniken, wobei er zu eigenen Interpretationen kam.
Daran anknüpfend benutzte er in den 1950er und 1960er Jahren musikalische Collage-Techniken. So lehnte er seine in fünf unabhängige Ensembles geteilte Ensemblemusik (1959/61) an den französischen Nouveau roman an.
In den 1960er und 1970er Jahren wurde er vom Surrealismus beeinflusst. Beispielsweise verwandte er beim Klavierstück écriture automatique (1973) einen Alltagsgegenstand (Objet trouvé). Ein improvisatorischer Ansatz lag hierbei allerdings nicht vor. Für die Kammermusik Duo für Fidel & Klavir (1970) ließ er verstimmte und schadhafte Musikinstrumente benutzen. Zum Teil selbstgebaute Instrumente kamen beim Stück Black Box (1969) für Chor und Orchester für zwei Dirigenten zum Einsatz. Im Sinne einer Blackbox handelt es sich um ein geschlossenes System, bei dem die Musik von außen keiner Kontrolle unterliegt. Der Musikwissenschaftler Jürg Stenzl charakterisierte das Stück als „zwischen Theatralik, Zauberhaftem, mit einem skurrilen Posaunen-Solo beginnenden und Glissandi von Chor und Ensemble munter wechselnde Zwanzig-Minuten-Panoptikum“.
Darüber hinaus komponierte Losonczy ab den frühen 1960er Jahren elektronische Werke. In der Folge widmete er sich auch der Computermusik.
Ab Ende der 1970er Jahre entstanden einige Stücke mit zyklichem Charakter. Zum einen gehört dazu eines seiner Hauptwerke: Growth structures (1978), einer sich auf Aleatorik stützenden Kammermusik in 100 Sätzen mit variabler Besetzung und bruitistischen Ansätzen. Zum anderen sind Piranhas (1981), Manhattan (1982), Magia (1983) und die Klavierschule (1984) zu nennen. Bei Tuba mirum für Tuba aus dem siebenteiligen Zyklus Hydra (1985) arbeitete er mit Toccata-Techniken. Losonczy wurde eine exzessive Virtuosität des Instrumentaleinsatzes attestiert.
Mit eigenen Lauttexten unterlegte er Events (1970) für vier Sänger und das bereits erwähnte Chorwerk Black Box. Eine Auseinandersetzung mit dem Dadaismus fand beim Vokalwerk Texte/Neue Texte/Neueste Texte (1977) statt. Dabei imitieren die Instrumente die dadaistischen Gedichte. White Box (1981) für Chor und Orchester baut auf 35 Tönen auf, d. h. Grundtonleiter und 7 x 4 Versetzungszeichen. Die Musiker müssen die Töne nicht genau wiedergegeben, was letztlich zu Vibrationen führt.

## Auszeichnungen
- 1955: Zweiter Preis beim Internationalen Klavierwettbewerb Warschau
- 1956: Franz-Liszt-Preis[9] („Liszt Ferenc-díj“)
- 1960: Kranichsteiner Musikpreis (mit Bruno Canino geteilter zweiter Preis für Klavier) bei den Internationalen Ferienkursen für Neue Musik in Darmstadt[7]
- 1974: Kompositionspreis des ORF Musikprotokolls im Steirischen Herbst (für Satzfragmente)
- 1979: Förderpreis für Musik des Bundesministeriums für Unterricht und Kunst[74] (für Black Box)
- 1979: Österreichisches Staatsstipendium für Komponisten[75]
- 1986: Internationaler Preis „Le Muse“ in Florenz
- 1998: Goldenes Verdienstzeichen des Landes Salzburg[76]
- 2004: Großer Kunstpreis des Landes Salzburg für Musik[77][78]

## Werke
Sein Œuvre als Komponist beläuft sich auf mehr als 70 Stücke aus unterschiedlichen Gattungen (u. a. Bühnenwerke, Orchestermusik und Instrumentalkonzerte, Solostücke sowie Chor- und Vokalmusik). Schwerpunkt seiner Arbeit war der instrumentalmusikalische Bereich, vor allem die Kammermusik. Ein umfangreicheres Werkverzeichnis (Stand 1997) findet sich bisher einzig im Lexikon zeitgenössischer Musik aus Österreich.

## Diskographie
LPs
- 1958: Béla Bartók: Sonata für zwei Klaviere und Schlaginstrumnte (Qualiton) mit Péter Solymos und Andor Losonczy (Klavier) und János Sándor und Petz Ferenc (Schlagzeug) unter der Ltg. von Lukács Ervin – Sonate für zwei Klaviere und Schlaginstrumente
- 1976: Klaus Ager: Sondern Die Sterne Sind’s (FSM/Aulos) mit dem Österreichischen Ensemble für neue Musik unter der Ltg. von Klaus Ager – I Remember A Bird und Metaboles I
- 1983: Gerhard Lampersberg: Gerhard Lampersberg (Insel Hombroich) mit Andor Losonczy (Klavier) u. a. – Labores Juveniles, Vier Nachtstücke, Einblicke 70 und Zwei Zyklen Für Klavier

CDs
- 1994: Andor Losonczy: Losonczy (LondonHALL) mit Andor Losonczy (Klavier) und Oswald Sallaberger (Violine) – Igric, Piranhas, Growth Structures, Die Klavierschule und Magia
- 2006: Unerhört: Neue Musik aus Salzburg (ORF-CD) mit Andor Losonczy (Klavier) und dem Österreichischen Ensemble für Neue Musik u. a. – Magia
- 2011: Gunnar Berg Ensemble Salzburg (Edition 7) mit dem Gunnar Berg Ensemble – Growth Structures[79]
- 2016: Darmstadt Aural Documents (Neos) mit Andor Losonczy (Klavier) u. a. – György Kurtág: Acht Klavierstücke op. 3

## Schriften (Auswahl)
- [Grußbeitrag von Andor Losonczy]. In: Christian Heindl (Hrsg.): Jenö Takács. Festschrift zum 100. Geburtstag. Doblinger, Wien [u. a.] 2002, ISBN 3-900695-57-1, S. 28.

## Dokumentationen
Dokumentarfilm
- Woher kommt der Klang? Moderne Komponisten & Experimentalmusik. Kurzdokumentarfilm, ORF/3sat 1997, Regie: Hermann Peseckas (über Herbert Grassl, Gerhard Laber, Andor Losonczy, Werner Raditschnig und Wolfgang Seierl)

Radiosendungen
- Astried Rieder: Interview mit Andor Losonczy (unter Teilnahme von Georges-Emmanuel Schneider), Atelier für Neue Musik: Radiofabrik 107,5, 20. Februar 2011 (Podcast in der Mediathek CBA – Cultural Broadcast Archive).
- Hannes Eichmann: Porträt: Andor Losonczy. Zeit-Ton: Österreich 1, 4. Juni 2012.
- Nicole Brunner/Gertrud Mittermeyer: Andor Losonczy (1932–2018). Apropos Klassik: Österreich 1, 16. Juni 2018.